# Huay-Pix
Huay-Pix (del Idioma maya: Cobija de brujo) es una localidad del estado mexicano de Quintana Roo, ubicada en su extremo sur, en las cercanías de las ciudad de Chetumal.

## Localización
Huay Pix se localiza junto a la Laguna Milagros, una de las múltiples lagunas que se encuentra en el extremo sur de Quintana Roo y que forman un gran sistema lagunar junto a la Laguna de Bacalar y al río Hondo, la Laguna Milagros es famosa por su belleza y por ser un importante destino turístico de la región, donde se practican deportes acuáticos. La principal actividad de la población es el turismo, habiendo múltiples restaurantes dedicados principalmente a los mariscos, así como servicios turísticos y paseos por la laguna.
Las coordenadas geográficas de Huay-Pix son 18°31′04″N 88°25′34″O / 18.51778, -88.42611 y se encuentra a una altitud de 10 metros sobre el nivel del mar, su principal vía de comunicación es la Carretera Federal 186 que cruza junto a la población, la zona urbana se encuentra asentada entre dicha carretera y la orilla de la Laguna Milagros. La carretera 186 la comunica hacia el este con la capital del estado, la ciudad de Chetumal, distante aproximadamente 15 kilómetros, esta misma carretera la conduce en dirección oeste hacia Bacalar, que se encuentra a unos 10 kilómetros al noroeste después de enlazar con la Carretera Federal 307; además Huay Pix se localiza a unos diez kilómetros al norte del río Hondo que marca la Frontera entre México y Belice.

## Demografía
De acuerdo a los resultados del Censo de Población y Vivienda realizado en 2010 por el Instituto Nacional de Estadística y Geografía, Huay-Pix tiene una población total de 1649 habitantes, de los cuales 827 son hombres y 822 mujeres.